# Pedro Nolasco Bofill y Mascaró
Pedro Nolasco Bofill y Mascaró (Reus, 1814-Barcelona, 1847) fue un autor español.

## Biografía
Nacido el 12 de febrero de 1814 en Reus, cursó química aplicada a las artes en la escuela sostenida por la Junta de Comercio de Cataluña, y desempeñó el cargo de administrador general de loterías de la provincia de Barcelona. Falleció en Barcelona en enero de 1847.
Descrito como «hombre de ciencia», fue autor de títulos como Tratado de galvanoplastia de Carlos R. Walker (1844, traducción, en colaboración con J. Martí), Elementos de química aplicada á las artes, á la industria y á la medicina, de A. de Bouchardat, traducidos y considerablemente aumentados (1843-1844, 2. vols, en colaboración con J. Martí), y De Perpinyá ais banys de la Preste, departament francés dels Pyrineus Orientals; excursio efectuada lo 18 de Juliol de 1840 (1883). Fue padre del naturalista Arturo Bofill y Poch.